# Годруша (притока Малужини)
Годруша (словац. Hodruša) — річка в Словаччині, права притока Малужини, протікає в окрузі Ліптовський Мікулаш.
Довжина приблизно 8.8-9.1 км. Витік знаходиться в масиві Низькі Татри (частина Кральовогольські Татри) — схил гори Задня-Голя — на висоті близько 1450 метрів. Протікає територією національного парку Низькі Татри і села Малужина.
Впадає в Малужину на висоті приблизно 800-805 метрів.